# Pakistans damlandslag i volleyboll
Pakistans damlandslag i volleyboll  representerar Pakistan i volleyboll på damsidan. Laget organiseras av Pakistan Volleyball Federation. 

### Fotnoter
1. ↑  ”Welcome to VFI” (på engelska). Volleyball Federation of India. https://www.volleyballindia.com/INT%20NL%20EVENTS/2016%20sag/SAG%202016.htm. Läst 14 januari 2025.
2. ↑  Senaste tillfället då någon kontrollerade att de inmatade tabelluppgifterna stämmer. Uppgifter kan ha matats in senare utan att kontrolleras av någon annan